# إدوارد كلارك كابوت
إدوارد كلارك كابوت (بالإنجليزية: Edward Clarke Cabot) هو رسام ومهندس معماري أمريكي، ولد في 17 أغسطس 1818، وتوفي في 5 يناير 1901.